# ヤマダイ食品
ヤマダイ食品株式会社（ヤマダイしょくひん、YAMADAI FOOD CORPORATION）は、日本の食品メーカーである。業務用食品として惣菜の冷凍食品を主に製造する。

## 概要
1921年に四日市市で伊勢湾産の魚介類を原料とした佃煮の製造販売する個人商店として始まった。魚介類の水揚げが減ると、1970年に市場などで販売される惣菜の製造事業を始めた。1980年に現在の株式会社を設立した。惣菜を冷凍しての流通を進め、1980年代後半から百貨店や旅館・ホテル、外食産業向けへと販路を広げた。
ちなみに、茨城県に本社がある即席麺『ニュータッチ』で有名な食品会社『ヤマダイ』や愛知県にあるスーパーマーケット『ヤマダイ』とは関係は無い。

## 沿革
- 1921年 - 四日市市富田一色町に樋口卯十郎商店設立。
- 1970年 - 惣菜製造開始。
- 1975年 - 四日市市霞ヶ浦に本社工場を移す。
- 1980年 - ヤマダイ食品株式会社設立。
- 1982年 - 四日市市富田2丁目（現在地）に本社工場を移転する。
- 2000年 - 名古屋市に営業本部を移転。
- 2007年 - 東京営業部を恵比寿に移転
- 2009年 - 同じ名古屋市の中村区太閤に営業本部を移転。
- 2009年 - 東京営業部を渋谷に移転
- 2010年 - 福岡事務所を博多に開設。
- 2010年 - L.A.Office をロサンゼルス（アメリカ）に開設。
- 2011年 - 福岡事務所を福岡営業所に改組（福岡市博多区博多駅前に移転）
- 2013年 - 東京本部を渋谷区恵比寿に移転
- 2014年 - Paris Office をパリ（フランス）に開設。
- 2015年 - Bangkok Office をバンコク（タイ）開設。
- 2016年 - YAMADAI USA, Inc.を（アメリカ）開設。
- 2017年 - 株式会社大分ハッピー食品設立。
- 2018年 - 株式会社みえきたもぎたてファクトリーを設立。
- 2020年 - 三重県員弁郡東員町に東員工場竣工。

## 企業PR
- 2003年にZIP-FMにて企業PRを行う。

## 関連会社
- モカ・フード・ジャパン株式会社 - 2004年設立。
- 株式会社十勝ペケレベツ食品 - 2010年設立。
- 株式会社茨城ハッピー食品株式会社 - 2010年設立。
- 株式会社茨城もぎたてファクトリー - 2014年設立。
- HOT FOOD（Thailand） - 2014年設立。